# FBI: International
Az FBI: International egy 2021 és 2025 között sugárzott amerikai televíziós sorozat, Dick Wolf FBI – New York különleges ügynökei című sorozatának spin-offja, amit a másik testvérsorozat, az FBI: Most Wanted sikere után kezdtek el fejleszteni.  A műsort Wolf mellett Derek Haas alkotta meg, a történet pedig az FBI egy európai központtal rendelkező alcsoportját követi nyomon. A főbb szereplők közt megtalálható Luke Kleintank, Heida Reed, Carter Redwood, Vinessa Vidotto és Christiane Paul.
A sorozatot az Amerikai Egyesült Államokban a CBS mutatta be 2021. szeptember 21-én, a nagy siker után pedig 2022. májusában egyből a második és a harmadik évadot is berendelték. Magyarországon a TV4 tűzte műsorra 2022. november 7-én.
2025. márciusában négy évad után törölték a sorozatot.

## Cselekmény
A történet középpontjában az FBI "Fly Team" nevű különleges ügynökökből álló csapata van, aminek székhelye Budapesten található és az amerikai érdekeltségbe tartozó nemzetközi ügyeket hivatottak nyomozni. A csapatot a kemény és őszülő Scott Forrester vezeti, alá tartozik a karrierista másodparancsnok Jamie Kellet, a számviteli szakértő Andre Raines és az újonc, de tapasztalt kihalgatótiszt, Cameron Vo.

## Szereplők
| Szereplő                 | Színész             | Magyar hang       |
| ------------------------ | ------------------- | ----------------- |
| Scott Forrester          | Luke Kleintank      | Gacsal Ádám       |
| Jamie Kellett            | Heida Reed          | Sipos Eszter Anna |
| Andre Raines             | Carter Redwood      | Bergendi Áron     |
| Cameron Vo               | Vinessa Vidotto     | Lamboni Anna      |
| Katrin Jaeger            | Christiane Paul     |                   |
| Megan "Smitty" Garretson | Eva-Jane Willis     |                   |
| Amanda Tate              | Christina Wolfe     | Bérces Gabriella  |
| Wesley "Wes" Mitchell    | Jesse Lee Soffer    |                   |
| Damian Powell            | Greg Hovanessian    |                   |
| Claire Armbruster        | Sarah Junillon      |                   |
| Ernesto Saunders         | Stefan Trout        |                   |
| Kyle Cartwright          | Eric James Gravolin |                   |
| Brian Lange              | Colin Donnell       |                   |
| Tyler Booth              | Jay Hayden          |                   |

## Epizódok
| Évad | Évad | Részek száma | Részek száma | Eredeti sugárzás     | Eredeti sugárzás | Eredeti adó          | Magyar sugárzás    | Magyar sugárzás   | Magyar adó |
| Évad | Évad | Részek száma | Részek száma | Évadbemutató         | Évadzáró         | Eredeti adó          | Évadbemutató       | Évadzáró          | Magyar adó |
| ---- | ---- | ------------ | ------------ | -------------------- | ---------------- | -------------------- | ------------------ | ----------------- | ---------- |
|      | 1.   | 21           | 21           | 2021. szeptember 21. | 2022. május 24.  |                      | 2022. november 7.  | 2022. december 5. |            |
|      | 2.   | 22           | 22           | 2022. szeptember 20. | 2023. május 23.  | 2023. május 11.      | 2023. november 24. |                   |            |
|      | 3.   | 13           | 13           | 2024. február 13.    | 2024. május 21.  | 2024. szeptember 30. | 2024. október 16.  |                   |            |
|      | 4.   | 22           | 22           | 2024. október 15.    | 2025. május 20.  | n. a.                | n. a.              |                   |            |